# Wilfred Bion
Wilfred Ruprecht Bion (Mathura, 8 settembre 1897 – Oxford, 8 novembre 1979) è stato uno psicoanalista britannico.
Figura di spicco della ricerca psicoanalitica, fu artefice di importanti elaborazioni della teoria psicodinamica della personalità tali da istituire un filone "bioniano" della moderna psicoanalisi che grazie anche ai suoi contributi, decorrendo dal fondamento freudiano, estende i contenuti teorici e metodologici all'area delle psicosi - particolarmente della schizofrenia - e ai fenomeni di gruppo.

## Biografia

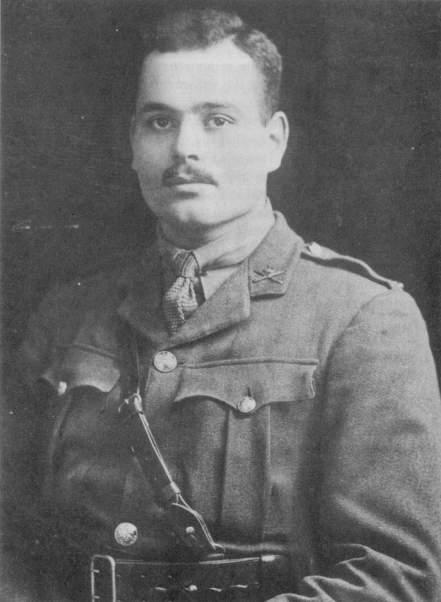
Un giovane Wilfred Bion in uniforme nel 1916.

Trascorse l'infanzia in India, dove era nato, e di quel tempo sentì sempre la nostalgia, come scrive in La Lunga Attesa (The Long Weekend), un'autobiografia dei primi vent'anni; all'età di otto anni fu trasferito in Inghilterra per entrare al college. Dopo la scuola superiore, si arruolò come volontario nelle forze armate e partecipò come ufficiale carrista ai combattimenti nelle Fiandre durante la prima guerra mondiale meritandovi una decorazione; l'esperienza di questo periodo segnò la sua vita e il suo pensiero.
La lunga attesa. Autobiografia 1897-1919 / Prima parte (1982) - (Scheda del contenuto)
•         India.
In questa breve parte della sua autobiografia, dedicata ai primi 8 anni di vita trascorsi in India, sono presenti vari personaggi: la sorella; la bambinaia, un’anziana indiana, che aveva preso il posto di alcune istruttrici inglesi troppo severe; c’è il ricordo dei genitori, che sono visti come due personaggi piuttosto distaccati, non capaci, a causa dello stile educativo e del costume inglese, di esprimere in maniera esplicita l’affetto per i propri figli. E c’è la scoperta della sessualità, della masturbazione, che il piccolo Wilfred pratica dimenandosi a pancia in giù; e qui emerge il distacco, quasi l’orrore, suscitato nella cultura e nell’educazione inglese puritana del tempo, dalla sessualità, tale per cui i genitori di Bion non riescono ad affrontare l’argomento, una volta scoperta questa pratica, con il proprio figlio. L'India, in quanto ambiente di vita è presente con il clima, il caldo soffocante, l'attesa della pioggia liberatrice del monsone. Resta il fatto che “L’atteggiamento di mia madre era sicuramente più amorevole, sinceramente amorevole, di quello di mio padre”. 
•         Inghilterra.
Qui abbiamo la narrazione dell’inserimento di Bion nella cosiddetta Scuola preparatoria, e successivamente nella Scuola principale, nelle quali rimane fino ai 19 anni. Di questa parte della vita emerge il ricordo della competizione tra ragazzi, alle volte delle sopraffazioni che si verificano, si evidenzia lo stile educativo inglese, improntato all’idea della competizione, soprattutto nell’ambito dello sport (egli eccelle nel rugby e nel nuoto), concepito quest’ultimo in realtà, e Bion se ne accorgerà in ritardo, come una preparazione alla guerra. È poi ripreso il tema della sessualità, sempre taciuta, la cui esperienza è espressa con metafore, rispetto alla quale sia i docenti sia i dirigenti scolastici dovevano esercitare una ferma attenzione nei confronti dei loro alunni. Essa non doveva essere praticata, e il suo esercizio era rinviato a un indistinto “più tardi”. Ma era ovviamente un’ossessione, sia per Bion sia per i suoi compagni, che suscita in lui permanentemente l’idea di “clandestinità, frustrazione, senso di colpa”. E poi c’è il tema della religione, della religiosità, dei canti di Chiesa, della imperscrutabilità della nozione di Dio, dei concetti vaghi e contraddittori dell’educazione religiosa. A tratti sembra che la religione esista solo in funzione della repressione della sessualità. Comunque Bion ricorda come un incubo permanente gli anni della Scuola preparatoria, dove il momento più felice era quello in cui lui si infilava per dormire sotto le coperte e poteva finalmente piangere. La rivalità coi compagni, la distanza umana dei docenti, almeno di buona parte di essi, il terrore della punizione ad opera di un Dio imperscrutabile, il tormento della sessualità che risultava nel senso comune una cosa ripugnante e riprovevole caratterizzano un periodo contraddistinto da infelicità e senso di solitudine. I genitori di Bion a periodi ritornano in India, e lui dunque si trova in collegio sostanzialmente da solo. Viene spesso ospitato, specie per le vacanze estive da due famiglie, di alta levatura sociale, di due suoi compagni. Così ha modo di sperimentare lo stile di vita di queste parti della società inglese. Nella sua biografia la conclusione della Scuola principale coincide con il levarsi dei venti della 1ª guerra mondiale. Bion si arruola, viene addestrato come carrista, diventa sottotenente e a 19 anni, avendo la responsabilità della sua squadra di carri armati, viene trasferito in Francia e entra in guerra.
•         La guerra.
All’inizio sembra una cosa che c’è, si verifica, ma non si vede. Bion ricorda alcuni episodi: i comandi ricevuti, l’incapacità di orientarsi sul territorio, a volte di individuare la presenza del nemico, gli spari, la visione dei primi morti, la responsabilità che ha come giovane di 19 anni nei confronti dei suoi soldati; egli descrive con puntualità le azioni di guerra alle quali partecipa, rilevando l’assurdità di certi ordini, l’inutilità di certe azioni che esponevano i soldati ad una sicura morte, la propria personale confusione, il distacco rispetto a certe situazioni, e spesso si autoaccusa di vigliaccheria. Partecipa, tra l’altro, alla battaglia di Cambrai a seguito della quale riceve anche una medaglia al valor militare, ma afferma che essa non aveva per lui nessun senso; si trattava però, ora che l’aveva avuta, di esserne all’altezza. Emergono nelle sue narrazioni le figure dei suoi commilitoni, dei soldati, degli ufficiali con i quali condivide questa difficile esperienza. E poi la paura, la stanchezza mortale, il cattivo nutrimento, la precarietà della vita dominata dalla casualità di trovarsi o meno sulla traiettoria di un proiettile. Non c’è nel racconto di Bion nessun tipo di esaltazione: gli orrori della guerra sono indicati in modo molto oggettivo senza accentuazioni di carattere emozionale. Risulta chiaro comunque che questa è un’esperienza fondativa, che ha messo in evidenza molti tratti del suo carattere, determinando in lui “una persistente impressione di sconsolata tristezza e di profonda scontentezza di sé… del proprio senso di incapacità”. Gli eventi vissuti e subiti hanno prodotto in lui una percezione alle volte spietatamente negativa di alcuni aspetti di se stesso. “Entrare in azione, così come la vedevo io, significava gironzolare su un campo di battaglia in una posizione estremamente vulnerabile, sia per quanto riguarda la possibilità di restare ferito, sia per quanto riguardava la propria reputazione”. Nel 1919 viene congedato, torna in Inghilterra, a Londra, “E tutto resta com’era. Dall'insignificante all’ irrilevante nel giro di pochi anni”. [Fine scheda]
A ricordo di tutti i miei peccati / Seconda parte di un’autobiografia (1985) - (Scheda del contenuto)
Anche in questa seconda parte emerge una costante valutazione critica di se stesso: Bion si sente inadeguato rispetto ai suoi colleghi che incontra all’Università di Oxford dove studia Storia moderna, disciplina nella quale si laurea: “Avevo 24 anni; inadatto alla guerra, inadatto alla pace, e troppo vecchio per cambiare. Era una cosa davvero terrificante”. Successivamente, a quanto si comprende (con difficoltà, visto che il resoconto autobiografico non segue certo la cronologia, ma il filo dei ricordi che si intersecano, si sovrappongono, mescolandosi a flash back e soliloqui interiori), egli insegna nella Scuola pubblica (il college) nella quale aveva studiato fino all’entrata in guerra. Viene poi licenziato a causa di una situazione equivoca verificatasi tra lui, un suo alunno, e la madre dell’alunno. Il tormento della sessualità è presente come nella prima parte dell’opera. Ancora si esprime in termini di “vergogna e timore del sesso”, di vero “orrore sessuale”. Egli narra comunque del suo primo fidanzamento, ben presto fallito. Si iscrive alla facoltà di medicina a Londra. Si laurea, ed ottiene anche una medaglia d’oro per la chirurgia clinica. Nel frattempo è scoppiata la 2ª guerra mondiale. Diviene medico militare, con il compito in un primo tempo di fare selezione degli ufficiali, e successivamente gli vengono affidati i soldati colpiti da “shock da bombardamento”, che dichiara candidamente di non sapere che cosa fosse. In entrambi i casi si descrive come incapace di fare alcunché. Ci informa comunque che si sottopone ad una analisi personale con John Rickman, che più tardi riprenderà con Melanie Klein. Ci racconta, sempre in modo frammentario, della sua relazione con una giovane attrice inglese, che morirà dopo aver messo al mondo la loro figlia, Parthenope. Si ritrova così con “una bambina, una casa, non una moglie”. Egli peraltro esercita come medico specialista, ma “Mi sentivo come non mi ero mai sentito prima: ottuso e insensibile”. [Fine scheda]
Dopo la guerra, conseguì la laurea in storia all'Università di Oxford e insegnò per un breve periodo, studiò quindi medicina all'Università di Londra e, conseguito il titolo accademico, iniziò ad interessarsi di psicoterapia. Dal 1932 frequentò la Tavistock Clinic, nel 1938, iniziò, con John Rickman, un'analisi che fu interrotta dallo scoppio della seconda guerra mondiale e abbandonata quando i due colleghi si trovarono a lavorare insieme all'ospedale militare di Northfield, dove erano incaricati del supporto ai militari colpiti da shock psichico in combattimento (fenomeno oggi annoverato tra i disturbi da stress post-traumatico). In tale contesto Bion cominciò a sviluppare la sua teorizzazione sui gruppi, che avrebbe trovato una formulazione definitiva in Experiences in Groups (1961). Nel 1940 si sposò con Betty Jardine (matrimonio che durò fino al 1945). Bion ebbe una figlia, Parthenope, ma la moglie morì dopo il parto. Successivamente, nel secondo matrimonio (1951) con Francesca, ebbe due figli, Nicola e Julian. Nel 1945 intraprese un'analisi con Melanie Klein.
Il lavoro di Bion con i gruppi terapeutici si concluse sul finire degli anni 1950, tuttavia della concezione che l'individuo sia profondamente radicato nel gruppo è intriso tutto il suo lavoro di psicoanalista e di teorico. In tale periodo divenne una figura di spicco nella Società Psicoanalitica Britannica ricoprendo le cariche di Direttore della Clinica Psicoanalitica londinese dal 1956 al 1962 e di Presidente della Società dal 1962 al 1965. Si trasferì a Los Angeles nel 1968 e tornò in Inghilterra pochi mesi prima di morire nel novembre del 1979.

## L'opera di Bion
Il contributo di Bion alla cultura psicoanalitica ha inizio con alcuni importanti articoli negli anni 1940 e poi va crescendo; nel 1961 pubblica Esperienze nei gruppi, il primo fondamentale testo nel quale l'individuo è definito psicologicamente radicato nel gruppo cui appartiene; da tali studi ha origine la gruppoanalisi per la quale il gruppo è considerato una unità dinamica; un corpo di teorie bioniane, sviluppato anche da altri insigni esponenti del Tavistock Institute di Londra e da studiosi di tutto il mondo.
Talvolta definito un fenomenologo della psiche, nella trilogia Memoria del futuro, prendendo spunto, secondo l'opinione di molti studiosi, da Beckett, descrive magistralmente particolari fenomeni mentali, mostrando come farne esperienza.
Il pensiero di Bion, ritenuto da molti fondamentale nella pratica analitica sia individuale che di gruppo, è un complesso e articolato contributo alla psicoanalisi. Insistendo sul fondamento freudiano, esso ne amplia il campo di applicazione e ne approfondisce il livello di analisi: "Secondo Freud i gruppi si avvicinano ai modelli di comportamento nevrotico, mentre nella mia concezione, si dovrebbero avvicinare a modelli di ordine psicotico."
Il complesso del lavoro di Bion può essere considerato come una vasta meta-teoria non soltanto della psicoanalisi, ma di tutta l'epistemologia che comprende i fenomeni della comunicazione e le relazioni tra comportamenti, emozioni e sentimenti umani; un concettualizzare che si avventura, oltre i presupposti freudiani, nella dimensione sensuale, ricorrendo coraggiosamente a ogni forma di espressione e comunicazione, compresi i modelli scientifici e matematici, per delineare descrittivamente e narrativamente l'architettura dei processi psichici che l'Autore distingue nella psicologia individuale, gruppale e sociale.

## Capisaldi del pensiero bioniano

### L'individuo
L'individuo che cerca la propria identità è alla ricerca della verità cui sente di poter corrispondere; tutta la sua esistenza è tesa ad entrare in contatto con la verità ("O"), a conoscerla ("K") e comunicarla ad altri. L'analista dispiegherà la propria sensibilità al fine di entrare in contatto con l'"O" dell'analizzando escludendo durante il proprio lavoro le attività psichiche che possono distrarlo, in particolare la memoria e il desiderio.

La memoria è il pensiero di ciò che è già conosciuto e regolato in sistema, il desiderio è il pensiero che stabilisce il fine e organizza la ricerca: escludendo tali processi, l'analista può rendersi più sensibile al processo latente, alla verità che l'analizzando cerca inconsciamente e non riesce a definire. Questo effetto si evidenzia nel gruppo con l'emergere dell'"idea nuova" - talvolta attribuita a una mente eccezionale, "mistica" e particolarmente in contatto con "O" - che prospetta una trasformazione del gruppo stesso. Tale trasformazione può avvenire se l'"idea nuova" è accolta e assimilata dal gruppo in analisi; e può avvenire nel mondo se un'altra forma composita, come la coppia, la famiglia o la società (un partito, movimento, sodalizio, ecc..), lo promuove legittimandone la pensabilità.

### Il gruppo
Bion definisce il gruppo come sistema composito integrato dalle distinte dinamiche dei componenti che sinergicamente contribuiscono alla costituzione in apparato psichico sovraordinato all'individuale, dal funzionamento tendenzialmente psicotico (a differenza di Freud che l'aveva ritenuto nevrotico). I gruppi dotati di un Leader sono gruppi di lavoro: persone che si mettono insieme per uno scopo comune. Il gruppo di Bion è senza Leader, senza un compito preciso da svolgere, senza uno scopo definito. In tali condizioni esso permette la rappresentazione esterna e la drammatizzazione della “gruppalità” interna di ciascun componente che così può dare espressione a parti della sua personalità in conflitto con i compromessi necessari alle relazioni inter-individuali, di coppia, familiari, gruppali e sociali. Può così emergere, nei gruppi senza Leader, lo spaccato profondo della mente con la vita affettiva delle persone stesse. Il conflitto individuo-società, per Bion, è in primo luogo intrapsichico e come tale può essere rivelato e risolto nel lavoro del gruppo.

### Gli assunti di base
Proprio nel gruppo in analisi, Bion individua l'esistenza di una realtà fantasmatica che catalizza la vita emotiva del gruppo stesso, si ripete in modo caratteristico e si estrinseca attraverso tre "assunti di base" (l'assunto di base di accoppiamento, di attacco-fuga e di dipendenza). Processi psicologici osservabili e descrivibili, stereotipi, comportamenti e sentimenti che indicano l'esistenza di materiale inconscio che il gruppo va elaborando nella prospettiva comune, e illusoria, di trasformare in alleati tali elementi in conflitto.

Gli assunti di base sono i meccanismi di difesa del gruppo, tesi a tenere sotto controllo le angosce primitive scatenate dal partecipare al gruppo stesso; dunque sono inconsci e spesso appaiono contrari alle idee razionali dei partecipanti.

Bion indica tali fenomeni come importanti organizzatori della vita di relazione e delle forme sociali:

- l'assunto di base di accoppiamento (a b A), che si ritrova nelle formalità esteriori dell'aristocrazia, nel cerimoniale rappresentativo delle istituzioni e nella ricerca del consenso,

- l'assunto di base di attacco-fuga (a b A F), che organizza le forme e i comportamenti finalizzati ad aggredire e a difendersi, dell'organizzazione armata e dell'esercizio diretto dell'azione da parte di un aggregato di individui,

- l'assunto di base di dipendenza (a b D), che riguarda l'attesa che i bisogni siano soddisfatti per un potere esterno al gruppo, attraverso la delega, con la rinuncia all'esercizio di un diritto o per passività verso un ente superiore reale (ad es. lo Stato) o immaginario (ad es. attraverso la Fede).

La combinazione di questi tre fenomeni estremi dà luogo a forme più equilibrate osservabili nella normalità, il prevalere di uno di essi è sintomo di una condizione di disturbo, disadattamento o alienazione e consente all'analista di formulare pensieri sul lavoro che il gruppo va svolgendo restituendone a questo la conoscenza “K” nella forma appropriata dell'interpretazione.

### Il sogno e la funzione Alfa
Bion propone un'estensione delle funzioni fondamentali del sogno definite da Freud - tutela del sonno e appagamento del desiderio - e postula una variabile incognita operante sulle esperienze sensoriali ed emotive, capace di generare una funzione α (alfa) ed elementi α disponibili al sogno la cui funzione primaria è quella di costruire una barriera α in grado di mantenere inconscia una parte dell'esperienza e promuovere la differenziazione costante tra conscio ed inconscio.

Ruolo del sogno sarebbe perciò creare costruttivamente sia l'inconscio che la coscienza mediante elaborazioni dell'esperienza per mezzo della funzione α, una funzione relazionale che nasce dal rapporto precoce tra madre e figlio.

### La funzione di Rêverie materna
La madre, attraverso un processo di rêverie, elabora e trasforma le proiezioni del suo bambino, tra le quali angoscia e terrore, e le restituisce moderate dal pensiero e dall'affetto: il piccolo, reintroiettando tali esperienze così trasformate, ne acquisisce anche la funzione α mentre nel processo anche la madre acquisirà una capacità trasformativa detta α-rêverie.

Disfunzioni e inversioni della funzione α provocano alterazioni e disturbi del pensiero e di conseguenza causano diverse forme di disturbo, disadattamento e alienazione. In questi casi per il fallimento della funzione α le esperienze non elaborate sono presenti nella personalità quali elementi β (beta), aspetti molto primitivi che andranno a configurarsi negli assunti di base come angoscia, terrore e agìti incongrui di attacco-fuga, dipendenza, accoppiamento.

### La funzione di Contenuto/Contenitore
Estendendo il modello teorico dell'identificazione proiettiva concettualizzato da Melanie Klein, da lei utilizzato per descrivere la capacità della madre di poter contenere le emozioni troppo forti dell'infante per restituirgliele rimodulate e quindi tollerabili, Bion concepisce l’idea di un contenitore in cui viene proiettato un oggetto, e l’idea di un oggetto da lui designato con il termine di “contenuto”, che può essere proiettato nel contenitore. Come secondo passo di tale processo, segue una rielaborazione del contenuto da parte del contenitore, che agevola la successiva reintroiezione del contenuto (terzo passo), modificato in un rapporto che si mantiene sempre dinamico e interagente in entrambi i movimenti di espulsione e reintegrazione delle parti intollerabili evacuate. La funzione Contenuto/Contenitore è alla base per la formazione e lo sviluppo dei pensieri che regolano la vita intra-soggettiva e le relazioni inter-soggettive.

### Il pensiero senza pensatore
Bion, rivolge la sua attenzione ai processi mentali primitivi scendendo in profondità per indagare l'origine stessa del pensiero nell'apparato neurologico e l'esperienza che dà forma all'attività del "pensare".

I pensieri – sostiene - non sono tutti "prodotti" dal pensare: ci sono pensieri riguardanti la "verità", la "cosa in sé", l'assoluto - ciò che indica con "O" – e sono indipendenti dal pensatore. Pensare non è importante per la verità in sé, che ha consistenza propria, ma per il benessere del pensatore; i pensieri pensati contribuiscono allo sviluppo e all'adattività, mentre quelli non-pensati possono essere causa di disturbo, disadattamento e alienazione, ma questi pensieri non pensati possono essere la fonte da cui attingono gli artisti nei loro processi creativi.

Da ciò deriva la necessità per ogni soggetto – individuale, gruppale, sociale - di sviluppare un libero "apparato per pensare i pensieri”.

Pensare è invece assolutamente necessario alla menzogna, che proprio dal pensiero è articolata, continuamente assistita, confermata e mantenuta nella memoria.

Suggestiva ipotesi di un pensiero del quale non è necessario avere piena coscienza e comprensione perché sia efficace, contrapposto al contrario, il pensiero intenzionalmente formulato e accuratamente controllato, che supporta il falso, il mentire e, per tali sviluppi, continua ad avere bisogno di essere pensato. L'intuito e l'istinto da una parte e dall'altra la ragione intellettuale del linguaggio-pensiero spesso più funzionale alla forma che alla sostanza, alla falsificazione che alla verità, sebbene non in senso morale, che nella coniugazione del pensiero pensato e non-pensato si dispiegano le dimensioni del sogno e del mito, non in quanto oggetti di cultura, ma percorsi dell'interpretazione, strumenti della ricerca e del metodo in psicoanalisi. L'analogia tra mito e sogno ha profonde radici nel pensiero psicoanalitico.

### La griglia
Il principale limite della comunicazione in psicoanalisi è il linguaggio, che Bion ritiene inadeguato a comunicare "K", l'esperienza di "O". Per questo l'Autore invita ad abbandonare il linguaggio scientifico per quello poetico, che ritiene più capace di conferire creatività al pensiero e, allo scopo di rendere rigorosa - ciò malgrado - la comunicazione, ideò questo grafico, quale sussidio per l'analista e il ricercatore al fine di discriminare il livello di verità a cui si pongono talune asserzioni, comunicazioni o fenomeni nel lavoro psicoanalitico. L'Autore stesso ammette che la sua funzione è difficilmente comprensibile per chi non pratica la psicoanalisi.

Secondo Donald Meltzer, Bion usò un criterio eccessivamente severo inserendo tutto il sistema deduttivo scientifico, cardine della filosofia occidentale della conoscenza, nella colonna 2 della griglia, la stessa in cui hanno posto le proposizioni di falsità che servono a impedire lo sviluppo e l'accesso alla verità.

Potente strumento di riflessione, sistematizzazione ed esplicazione, la griglia è ancora considerevole fonte di discussione tra i cultori di Bion, molti dei quali trovano che sia un esito del suo lavoro che paradossalmente imbarazza e chiarisce. Bion stesso ha formulato controverse considerazioni sulla griglia, per sé ha dichiarato di trovarla utile alla conclusione di una giornata di lavoro per determinare quale “male” si potesse attribuire a elementi analitici presenti durante una seduta.

Per taluni studiosi la griglia funziona come un'impalcatura, altri la considerano una stele di Rosetta rispetto ai geroglifici dei processi inconsci o un genere di 
esperanto delle discipline psicoanalitiche. Occorre considerare che numerosi giudizi sulla griglia, talvolta pregiudizialmente sfavorevoli o ostativi, sono stati espressi da studiosi estranei alla psicoanalisi, mentre i fautori ritengono che critiche e commenti coerenti e costruttivi non possano essere formulati che da chi ne abbia approfondito lo studio praticando la psicoanalisi seguendo il metodo bioniano. Bion ha costruito la griglia come un organizzatore di pensieri, mentre cercava, attraverso la matematica, la scienza e la logica convenzionale, un sistema notazionale che soddisfacesse l'indagine scientifica andando oltre le “emozioni selvagge” da cui la psicoanalisi è impastoiata. Sistema scientifico finalizzato a rappresentare le relazioni tra elementi che appaiono inconciliabili sulla base di significati prestabiliti e appassionatamente difesi dalle diverse correnti psicoanalitiche, in linea di principio la griglia ha funzionato da efficace strumento di ricomposizione degli scismi tra le varie scuole psicoanalitiche, principalmente tra quelle che fanno riferimento a Melanie Klein e Anna Freud.